# Prix Robert-Joseph
Le prix Robert-Joseph est un prix littéraire créé en 1985 à l’initiative de l’Association des écrivains combattants. Il est remis chaque année à l’occasion de l'assemblée générale de l’association. Le prix Robert-Joseph est décerné « à un ouvrage mettant en valeur un héros de nos guerres. »

## Liste des lauréats
- 1986 - Georges Maurice, Quand je les observais, Lavauzelle
- 1987 - Maurice Durosoy
- 1988 - Jacques Mazeau
- 1993 - Pierre Gentil
- 1994 - Edmond Boutan
- 1995 - Etienne Lafond-Masurel
- 1997 - Francine Lorch-Christophe, Une petite fille privilégiée, L'Harmattan
- 1998 - Pierre-Yves Roubert et Marie-Françoise Lalande, André Lalande : droit fil dans la trame de l'Histoire, Éd. Écritures
- 1999 - André Martel, Leclerc, le soldat et la politique, Albin-Michel
- 2000 - Jean-Christophe Buisson
- 2001 - Paul Huot
- 2002 - Frédérique Neau-Dufour
- 2003 - Pierre Pellissier
- 2004 - Robert Belot, Henry Frenay, de la Résistance à l'Europe, Seuil
- 2005 - Charles Hargrove, Asnelles, 6 juin 1944, Éd. EFE, Lisieux
- 2006 - Guy Perrier
- 2007 - Jean Salvan
- 2008 - Daniel David
- 2009 - Patrick Gmeline, Tom Morel, héros des Glières, Presses de la Cité
- 2010 - Geoffroy de Larouzière-Montlosier, Journal de Kaboul, Bleu Autour
- 2011 - Jean-Claude Lafourcade et Guillaume Riffaud ; Jacques Vidal
- 2012 - Marc Saibène, La Marine Marchande, Marines Éditions
- 2013 - Daniel Thouvenot, L'oublié de la Gloire, Édhisto
- 2014 - Chantal Antier, Louise de Bettignies, Tallandier
- 2015 - Rémy Porte, Joffre, Perrin
- 2016 - Jérôme Garcin, Le Voyant, Gallimard
- 2017 - Jacques Frémeaux, La conquête de l'Algérie, CNRS éd.